# Declaración de Pillnitz

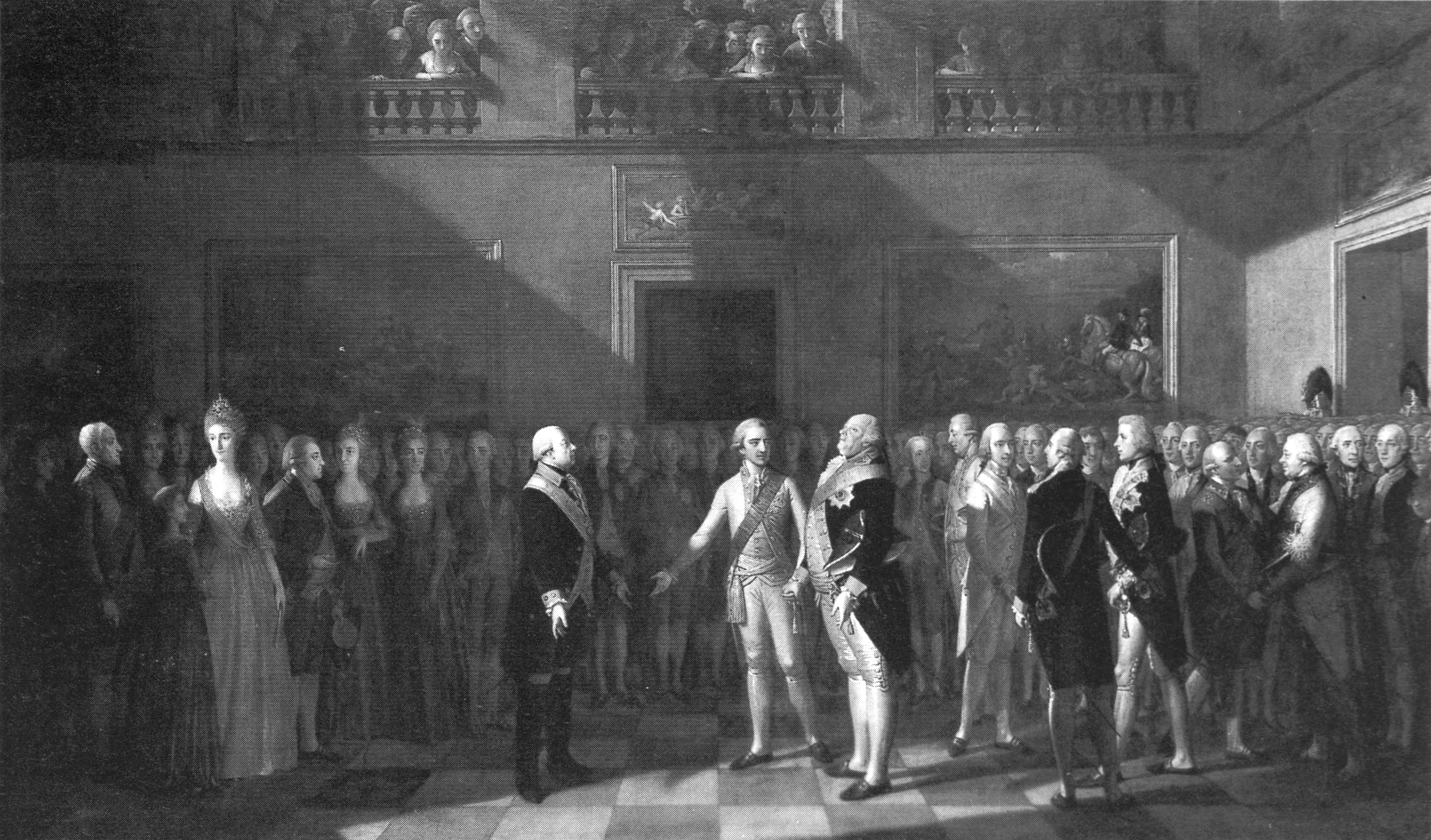
La reunión en el castillo de Pillnitz en 1791. Óleo de J. H. Schmidt, 1791.

La Declaración de Pillnitz es el producto de la reunión de príncipes que tuvo lugar entre el 25 de agosto y el 27 de agosto de 1791 en Pillnitz, Sajonia (Alemania). Esta declaración fue interpretada por la Asamblea Nacional francesa como una declaración de guerra de las potencias europeas.
Los participantes fueron:
- El emperador Leopoldo II del Sacro Imperio Romano Germánico
- El rey Federico Guillermo II de Prusia.

También hubo conversaciones con el Conde de Artois (más tarde Carlos X de Francia). Los temas principales de las negociaciones entre las dos mayores potencias germanas fueron la cuestión polaca y el final de la Guerra austro-turca. El príncipe Federico Augusto I de Sajonia fue el anfitrión del evento, pero no participó en las conversaciones.
La declaración tuvo lugar en el último minuto y por presiones de los franceses refugiados en Austria, que pedían la intervención internacional. 
El objetivo era8: "permitir al rey de Francia afianzar en completa libertad las bases de la forma de gobierno, que es lo que corresponde al soberano y para el bienestar de Francia", lo que significaba la coalición de las potencias europeas en contra de la Revolución francesa. Esto implicaba que Austria entraría en guerra solo si las demás potencias europeas también entraban. Leopoldo II hizo esta declaración para satisfacer las exigencias de los franceses refugiados en Austria y para evitar entrar en guerra. Sabía que el primer ministro británico, William Pitt, no era partidario de ella, y si Inglaterra no entraba, Austria no entraría.
Sin embargo, la Asamblea Nacional de Francia interpretó el documento como una declaración de guerra, lo que hizo ganar influencia a los radicales franceses, como Brissot, que la querían.